# Липпе (департамент)
Липпе (фр. Lippe) — административная единица Первой французской империи, располагавшаяся примерно на стыке современных германских федеральных земель Нижняя Саксония и Северный Рейн-Вестфалия. Название департамента происходит от реки Липпе.
Департамент был создан 27 апреля 1811 года после того, как северная часть Великого герцогства Берг была аннексирована Францией.
После разгрома Наполеона эти земли были разделены между королевством Ганновер и королевством Пруссия.